# Carl-Wilhelm Lothigius
Carl-Wilhelm Lothigius, född 22 juli 1919 i Jönköping, död 21 december 1985 i Gränna församling, var en svensk företagare och politiker (moderat).
Lothigius var riksdagsledamot i andra kammaren 1957–1960 och 1964–1970, invald i Jönköpings läns valkrets. Han var också ledamot i den nya enkammarriksdagen 1971–1979. Där var han vice ordförande i trafikutskottet 1976–1979. Han var även stadsfullmäktigeledamot.